# Shi Jiuyong
Shi Jiuyong (9 de octubre de 1926 - 18 de enero de 2022) fue un político y abogado chino. Fue juez de la Corte Internacional de Justicia (CIJ). Shi fue elegido miembro de la CIJ el 6 de febrero de 1994 y fue elegido presidente nueve años después, el 6 de febrero de 2003. En 2010 anunció su dimisión del Tribunal, que se hizo oficial el 28 de mayo de 2010.
Murió el 18 de enero de 2022, a la edad de 95 años.